# Балансомір
Балансомір (net radiometer) —  — тип актинометра, використовується для вимірювання різниці між приходом та витратою променистої енергії (тобто балансу радіації). Найчастіше використовується для вимірювання радіаційного балансу Землі

## Різновиди
Найбільш поширеним типом приладу є термоелектричний балансомерів Янішевського. Також існують абсолютний піргеометр Міхельсона, балансомерів Лютерштейна-Скворцова та балансомерів Альбрехта.

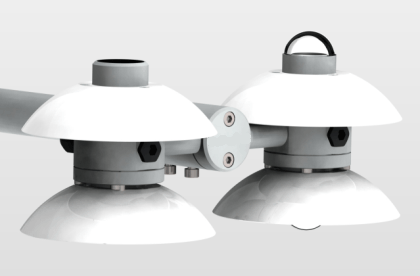
Балансомір, загальний вигляд